# Canadanthus
Canadanthus es un género monotípico de plantas con flores perteneciente a la familia de las asteráceas. Incluye una sola especie: Canadanthus modestus (Lindl.) G.L.Nesom,  originaria de Norteamérica.

## Descripción
Planta perenne, rizomatosa que alcanza los 30-100 cm de altura con los tallos ascendentes, sencillos, ± densamente vellosos. Las hojas  caulinares, alternas, sésiles oblanceoladas o lanceoladas, margen entero a aserrado. Las flores de la corona en una serie de 20-65, pistiladas, fértiles, de color pálido a púrpura oscuro o rosa. El disco con  40-65, bisexuales y fértiles ; corolas blancas a amarillo pálido, volviéndose púrpura. El número de cromosomas: x = 9.

## Distribución y hábitat
La floración se produce a finales del otoño y principios de verano. En lugares fríos con los suelos húmedos, a menudo en montes calcáreos y húmedos, a lo largo de los arroyos, orillas de los lagos, matorrales de alisos, en campos abiertos, los pantanos de cedro, y los bosques de montaña  boreales, a una altitud de 0-1300 metros sobre el nivel del mar. Se encuentra en Ontario, Alaska, Idaho, Míchigan, Minnesota, Montana, Dakota del Norte, Oregón y Washington.

## Taxonomía
El género fue descrito por Guy L. Nesom y publicado en  Phytologia 77(3): 250-251, 1994[1995].
Sinonimia
- Aster major (Hook.) Porter
- Aster modestus Lindl. basónimo
- Aster modestus var. major (Hook.) Muenscher
- Weberaster modestus (Lindl.) Á.Löve & D.Löve[1]
- Aster majus (Hook.) Porter
- Aster mutatus Torr. & A.Gray
- Aster sayianus Nutt.
- Aster unalaschkensis var. major Hook.
- Weberaster modestus (Lindl.) Á.Löve & D.Löve[3]

## Galería

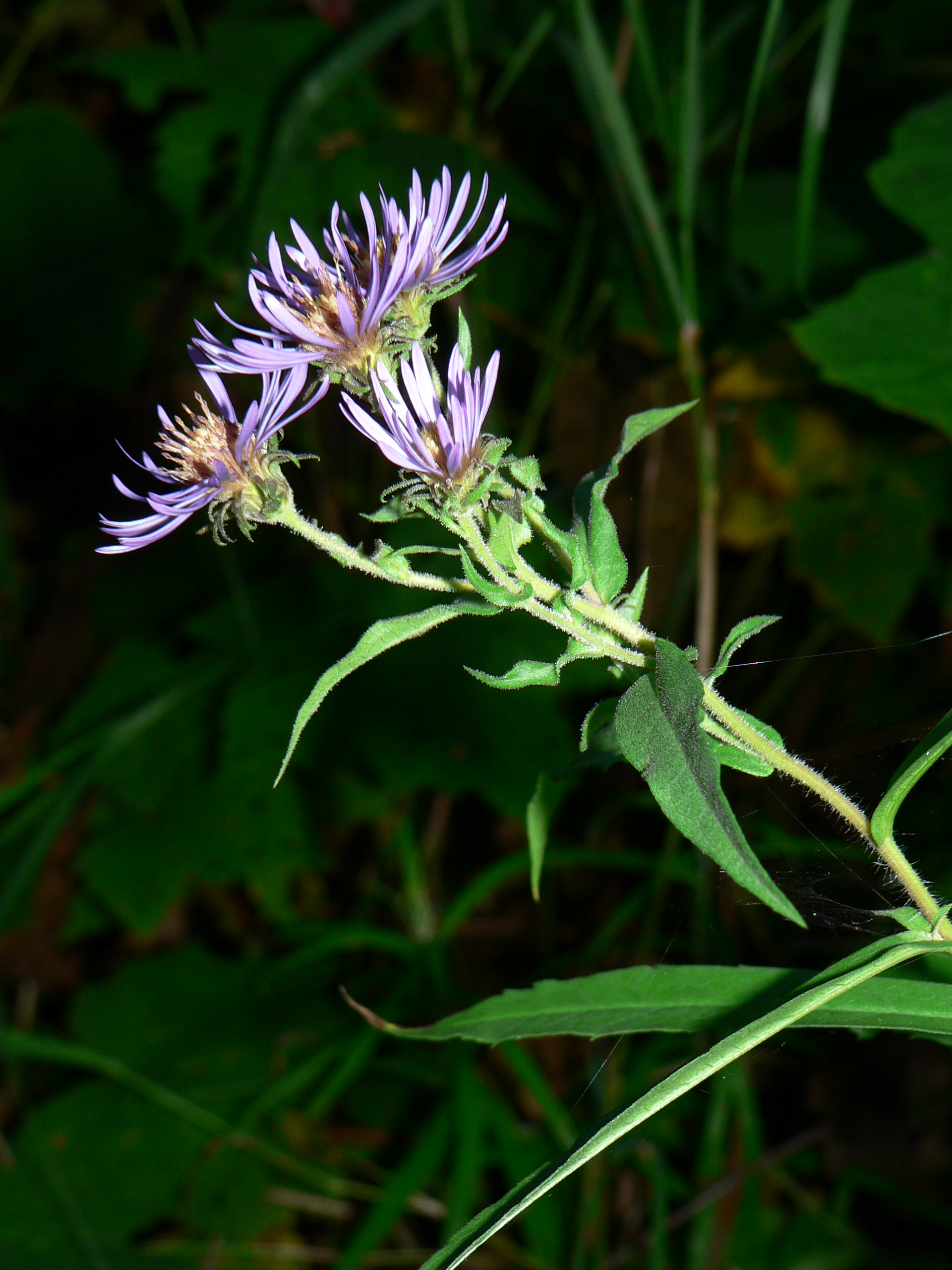
Flores
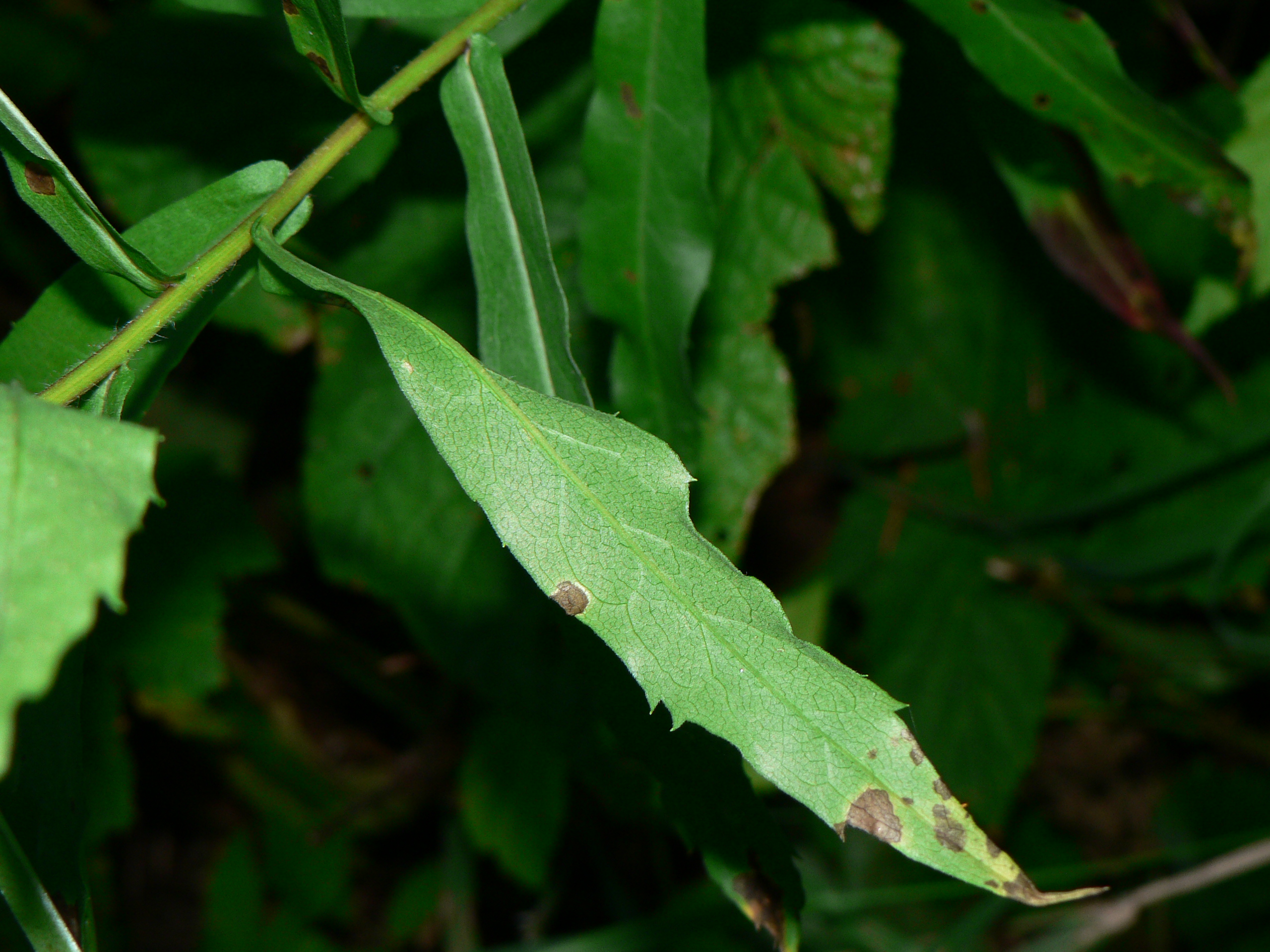
Hojas